# Bucovicior
Bucovicior – wieś w Rumunii, w okręgu Dolj, w gminie Vela. W 2011 roku liczyła 451 mieszkańców.